# (5922) Shouichi
(5922) Shouichi es un asteroide perteneciente al cinturón de asteroides, región del sistema solar que se encuentra entre las órbitas de Marte y Júpiter, más concretamente a la familia de Klytaemnestra, descubierto el 21 de octubre de 1992 por Satoru Otomo desde Kiyosato, Japón.

## Designación y nombre
Designado provisionalmente como 1992 UV. Fue nombrado Shouichi en homenaje a Shouichi Sato, ingeniero eléctrico que desarrolló un inversor fotovoltaico económico y eficiente que puede conectarse a líneas comerciales de suministro de energía eléctrica.

## Características orbitales
Shouichi está situado a una distancia media del Sol de 3,002 ua, pudiendo alejarse hasta 3,339 ua y acercarse hasta 2,665 ua. Su excentricidad es 0,112 y la inclinación orbital 7,865 grados. Emplea 1900,51 días en completar una órbita alrededor del Sol.

## Características físicas
La magnitud absoluta de Shouichi es 11,8. Tiene 29,417 km de diámetro y su albedo se estima en 0,043. 